# Denise Faro
Denise Faro (Roma, 2 agosto 1988) è una cantante e attrice italiana.

## Biografia
Nel 2002 inizia a muovere i primi passi in quella che poi diventerà la sua prima carriera, la carriera teatrale, col musical Un sogno da vivere, prosegue con Audizione Musical nel 2003, Il vicolo nel 2004, Il prezzo del coraggio nel 2005 e Charly, altro che Beautiful! nel 2006 fino ad arrivare sul palcoscenico dell'arena di Verona con l'opera popolare Giulietta e Romeo di Riccardo Cocciante e Pasquale Panella, dove ha interpretato la protagonista femminile Giulietta dal 1º giugno 2007 al 29 febbraio 2008 condividendo il ruolo con altre tre attrici.
Nel 2004, fa la sua prima apparizione televisiva nella quarta stagione della serie TV Un medico in famiglia. Nello stesso anno partecipa, in qualità di cantante a I raccomandati, trasmissione condotta da Carlo Conti, in cui duetta con Paolo Vallesi.
Nel 2007 debutta al cinema: è nel cast del film Come tu mi vuoi. Il 19 marzo 2008 entra a far parte del mondo Disney, debuttando con il musical High School Musical nel ruolo della protagonista Gabriella Montez.
Nel 2009/2010 è impegnata nuovamente con un musical: Il mondo di Patty - Il musical più bello (Il mondo di Patty) nel ruolo delle due gemelle Sol e Belen, musical che lo stesso anno sbarcherà in Spagna e sarà l'inizio della sua carriera internazionale.
Nel 2010 è stata la prima italiana a partecipa al talent show messicano La Academia Bicentenario. Nello stesso anno è una delle protagoniste del film Il mondo di Patty - La festa al cinema.
Nel 2012 ha interpretato il ruolo di Giulia nella serie TV di Mediaset Benvenuti a tavola - Nord vs Sud, ruolo riconfermato anche nella seconda serie. Nel febbraio 2012 partecipa alla "Competición Internacional" del 53º Festival di Viña del Mar vincendo il primo posto, con il brano Grazie a te; pubblicato come singolo anche nella versione spagnola.
Nel 2014 diventa la protagonista dello spettacolo teatrale The Postman, debuttando per la prima nei principali teatri Americani. Nel 2018 entra a far parte della serie Soccer & Drinks.
Nel 2019 apre il concerto di Vasco Rossi il 6 e 7 giugno allo Stadio Giuseppe Meazza di San Siro. Nel 2020 interpreta il ruolo di "Bella" nel film The Father - Nulla è come sembra.
L'8 marzo 2024, in occasione della Giornata internazionale della donna, pubblica il singolo Libera e se mi va, scritta per lei da Vasco Rossi con Roberto Casini e Andrea Righi..

## Discografia

### Singoli
- I Just Wanna Be with You (2009) - Singolo[10]
- Una simple sonrisa (2010) - dell'album Patito feo, el musical más lindo CD/DVD.[11]
- Grazie a te (2012) - Singolo[12]
- Gracias a ti (2012) - Singolo[13]
- Fuiste tu (2013) - Singolo[14]
- Grattacielo - Cover in italiano del brano Skyscraper» (2013) - Singolo[15]
- Pensándolo Bien (2015) - Singolo[16]
- Nunca Fue Verdad (2016) - Singolo[17]
- Lentamente - Cover in italiano del brano Despacito (2017) - Singolo[18]
- Lucha Siempre Por Mas (2017) - Singolo[19]
- Nunca Fue Verdad (Remix Feat. Luis Rodriguez» (2017) - Singolo[20]
- #NonMeNeFregaNiente (2017) - Singolo[21]
- #NoMeImportaNada (2017) - Singolo[22]
- No Me Digas Nada (2018) - Singolo[23]
- Breaking Free (di Luis Rodriguez)» (2019) - Singolo[24]
- Intrappolata (2019) - Singolo[25]
- Atrapada (2019) - Singolo[26]
- Inolvidable (2020) - Singolo[27]
- Jacuzzi (2020) - Singolo[28]
- Jacuzzi (Spanish version)» (2020) - Singolo[29]
- Libera E Se Mi Va (2024) - Singolo[30]

## Filmografia

### Cinema
- Come tu mi vuoi, regia di Volfango De Biasi (2007)
- Il mondo di Patty - La festa al cinema, produzione televisiva (2010)
- The Father - Nulla è come sembra, regia di Florian Zeller (2020)

### Televisione
- Un medico in famiglia 4 - serie TV (2004)[4]
- Benvenuti a tavola - Nord vs Sud - serie TV (2012-2013)
- Soccer & Drink - serie TV (2018)

## Musica
- Spazio aperto (2002) - Concorso nazionale - Prima classificata[1]
- 39º festival de la cancion internacional de benidorm (2006)[31]
- LIII Festival de Viña del Mar (2012) - Competenza Internazionale

## Teatro
- Un sogno da vivere (2002)[1]
- Audizione Musical (2003)
- il Vicolo (2004)
- Il prezzo del coraggio (2005)
- Charly altro che beautiful! (2006)
- Giulietta e Romeo - opera popolare di Riccardo Cocciante e Pasquale Panella (2007-2008)
- High School Musical - Lo spettacolo, regia di Saverio Marconi e co-regia di Federico Bellone (2008-2009)
- Il mondo di Patty - Il musical più bello, regia di Toto Vivinetto (2009-2010)
- Patito Feo el musical mas lindo, regia di Toto Vivinetto (2010)
- The Postman (2014)